# NGC 6108
NGC 6108 (również PGC 57734) – galaktyka spiralna z poprzeczką (SBab), znajdująca się w gwiazdozbiorze Korony Północnej. Odkrył ją Édouard Jean-Marie Stephan 10 lipca 1880 roku. Jest to galaktyka z aktywnym jądrem typu LINER.